# Episodi di Che Todd ci aiuti (prima stagione)
La prima stagione della serie televisiva Che Todd ci aiuti, composta da 21 episodi, è stata trasmessa negli Stati Uniti d'America sul canale CBS dal 29 settembre 2022 al 18 maggio 2023.
In Italia, la prima parte di stagione (episodi 1-15) è stata trasmessa in prima visione assoluta su Rai 2 dal 17 luglio al 14 agosto 2023. La seconda parte (episodi 16-21) è stata trasmessa in prima visione assoluta su Rai 2 dal 21 al 28 settembre 2023, in seconda serata.
| nº | Titolo originale                      | Titolo italiano           | Prima TV USA      | Prima TV Italia   |
| -- | ------------------------------------- | ------------------------- | ----------------- | ----------------- |
| 1  | Pilot                                 | Il metodo Todd            | 29 settembre 2022 | 17 luglio 2023    |
| 2  | Co-Pilot                              | Il secondo del secondo    | 6 ottobre 2022    | 17 luglio 2023    |
| 3  | Second Second Chance                  | Tante seconde opportunità | 13 ottobre 2022   | 17 luglio 2023    |
| 4  | Corduroy Briefs                       | Chi sbaglia paga          | 20 ottobre 2022   | 24 luglio 2023    |
| 5  | Let the Wright One In                 | È solo apparenza          | 27 ottobre 2022   | 24 luglio 2023    |
| 6  | So Help Me Pod                        | Che il podcast ci aiuti   | 3 novembre 2022   | 24 luglio 2023    |
| 7  | Long Lost Lawrence                    | Affari di famiglia        | 10 novembre 2022  | 31 luglio 2023    |
| 8  | Big Bang Theories                     | Un mondo da salvare       | 8 dicembre 2022   | 31 luglio 2023    |
| 9  | Swipe Wright                          | Del tutto inaspettato     | 15 dicembre 2022  | 31 luglio 2023    |
| 10 | The Devil You Know                    | Informatori segreti       | 5 gennaio 2023    | 7 agosto 2023     |
| 11 | Side Effects May Include Murder       | Effetti collaterali       | 12 gennaio 2023   | 7 agosto 2023     |
| 12 | Psilo-Sibling                         | Viaggi astrali            | 2 febbraio 2023   | 7 agosto 2023     |
| 13 | Wall of Fire                          | Non puoi parlarmi         | 9 febbraio 2023   | 14 agosto 2023    |
| 14 | Against All Todds                     | La donna mostro-serpente  | 2 marzo 2023      | 14 agosto 2023    |
| 15 | Ivan the Terrible                     | Ivan il Terribile         | 9 marzo 2023      | 14 agosto 2023    |
| 16 | Twelve Worried Persons                | Una morte vantaggiosa     | 30 marzo 2023     | 21 settembre 2023 |
| 17 | The First Date Is the Deepest         | Il primo appuntamento     | 13 aprile 2023    | 21 settembre 2023 |
| 18 | Gloom and Boom                        | Una lunga giornata        | 27 aprile 2023    | 21 settembre 2023 |
| 19 | 86'd                                  | Il delitto stellato       | 4 maggio 2023     | 28 settembre 2023 |
| 20 | More Fang for Your Chuck              | Il morso del ragno        | 11 maggio 2023    | 28 settembre 2023 |
| 21 | Are You There Todd? It's Me, Margaret | Scambio di ruoli          | 18 maggio 2023    | 28 settembre 2023 |